# Elisabeth Ane Lisbeth Hansen
Elisabeth Ane Lisbeth Hansen, född 1774, död 1853, var en dansk författare och samhällsdebattör.